# Gothic Kabbalah
Gothic Kabbalah è il tredicesimo album in studio del gruppo musicale symphonic metal svedese Therion, pubblicato con etichetta Nuclear Blast.

## Il titolo
La Cabala (traslitterato dall'ebraico anche come Qabbalah o Kabbalah) è l'insieme degli insegnamenti esoterici propri dell'ebraismo rabbinico e fu oggetto di molti studi occultisti e esoterici da parte di molti studiosi di queste ultime discipline, fra cui anche Aleister Crowley.

## Tracce

### CD 1
1. Der Mitternachtslöwe - 5:38
2. The Gothic Kabbalah - 4:33
3. The Perrennial Sophia - 4:54
4. Wisdom And The Cage - 5:01
5. Son Of The Staves Of Time - 4:47
6. Tuna 1613 - 4:23
7. Trul - 5:11
8. Close Up The Streams - 3:55

### CD 2
1. The Wand of Abaris - 5:51
2. Three Treasures - 5:20
3. The Path of Arcady - 3:54
4. T.O.F. - The Trinity - 6:16
5. Chain of Minerva - 5:21
6. The Falling Stone - 4:46
7. Adulruna Rediviva - 13:37

## Formazione
- Christofer Johnsson: chitarra, tastiera, organo
- Kristian Niemann: chitarra ritmica, chitarra solista, tastiera
- Johan Niemann: basso, chitarra, chitarra acustica
- Petter Karlsson: batteria, chitarra, tastiera, voce e cori, percussioni
- Mats Levén: solo e cori, chitarra
- Snowy Shaw: solo e cori
- Katarina Lilja: Solo e canti corali
- Lori Lewis: voce